# 1,3-Dichlor-5-nitrobenzol
1,3-Dichlor-5-nitrobenzol ist eine organisch-chemische Verbindung aus der Stoffgruppe der Nitro- und Chlorbenzole.

## Eigenschaften
1,3-Dichlor-5-nitrobenzol ist ein brennbarer, schwer entzündbarer, weißlicher bis gelber oder brauner geruchloser Feststoff, der praktisch unlöslich in Wasser ist.

## Verwendung
1,3-Dichlor-5-nitrobenzol wird als interner Standard in der 1H-Kernresonanzspektroskopie zur Bestimmung von Phenylbutazon und Oxyphenbutazon verwendet.

## Externe Links zu erwähnten Verbindungen
1. ↑  Externe Identifikatoren von bzw. Datenbank-Links zu Oxyphenbutazon:  CAS-Nr.: 129-20-4, EG-Nr.: 204-936-2, ECHA-InfoCard: 100.004.489, PubChem: 4641, ChemSpider: 4480, DrugBank: DBDB03585, Wikidata: Q4116192.